# Fournels
Fournels is een gemeente in het Franse departement Lozère (regio Occitanie) en telt 324 inwoners (1999). De plaats maakt deel uit van het arrondissement Mende.

## Geografie
Fournels is een in de Centraal Massief gelegen dorp, en wordt begrensd door verschillende bergbeekje's. De belangrijkste hiervan zijn de Bédaule en de Bernadel. Daarnaast heeft het dorp een oppervlakte van 15,5 km², en een bevolkingsdichtheid van 20,9 inwoners per km².
De onderstaande kaart toont de ligging van Fournels met de belangrijkste infrastructuur en aangrenzende gemeenten.

## Demografie
Onderstaande figuur toont het verloop van het inwonertal (bron: INSEE-tellingen).